# Wilson (hrabstwo Lincoln)
Wilson – miasto w Stanach Zjednoczonych, w stanie Wisconsin, w hrabstwie Lincoln.